# Sante Lanucci
Sante Lanucci (Mondavio, 25 settembre 1686 – Mondavio, 20 febbraio 1767) è stato un vescovo cattolico italiano.

## Biografia
Nato a Mondavio, in provincia di Pesaro e Urbino e diocesi di Fano-Fossombrone-Cagli-Pergola, il 25 settembre 1686, è ordinato presbitero il 23 dicembre 1713. Dottore in utroque iure dal 1717, è scelto quale lettore di Diritto canonico presso l'Archiginnasio Romano e poi quale prelato domestico presso la Corte pontificia. Diviene assistente al soglio pontificio ed è nominato vescovo di Civita Castellana e Orte il 2 dicembre 1748.

### Ministero episcopale
L'8 dicembre 1748 è ordinato vescovo dal cardinale Raniero d'Elci, vescovo di Sabina, e gli arcivescovi Ferdinando Maria de' Rossi, vicegerente della diocesi di Roma, e Giovanni Andrea Tria, arcivescovo titolare di Tiro.
Operando attivamente nella diocesi, commissiona importanti interventi architettonici, tra cui la fabbrica del nuovo altare del duomo di Civita Castellana. Nel corso dei lavori, il 5 luglio 1749, viene rinvenuta la teca che custodiva le reliquie dei santi Marciano e Giovanni e il 14 aprile 1750 consacra la chiesa. Nel 1752 avvia la costruzione della cancelliera a fianco alla cattedrale e l'anno seguente il recupero di due epigrafi sulle reliquie dei santi.
Nel 1754 è co-consacrante principale del cardinale Niccolò Oddi.
Dopo la visita pastorale del 1755, nel 1756 convoca un sinodo i cui atti sono stampati a Roma l'anno successivo con il titolo Prima synodus dioecesana Civitatis Castellanae ab illustrissimo et reverendissimo D. Sanctae Lanucci Dei et apostolicae Sedis gratia episcopo Civitatis Castellanae et Hortanae, sanctissimi Domini nostri Benedicti PP. XIV praelato domestico et pontificio solio assistente, celebrata diebus I, II et III mensis maii anno MDCCLVI. Un analogo volume è stampato, nello stesso anno, per il sinodo ripetutosi ad Orte dal 24 al 26 giugno. I contenuti sono simili; cambiano solamente i nomi degli ecclesiastici nominati per l'occasione a posti di responsabilità.

#### Dimissioni
Regge la diocesi fino al 31 maggio 1765 quando si dimette e ritorna nel paese natale, dove muore due anni dopo.

## Genealogia episcopale
- Cardinale Scipione Rebiba
- Cardinale Giulio Antonio Santori
- Cardinale Girolamo Bernerio
- Arcivescovo Galeazzo Sanvitale
- Cardinale Ludovico Ludovisi
- Cardinale Luigi Caetani
- Cardinale Ulderico Carpegna
- Cardinale Paluzzo Paluzzi Altieri degli Albertoni
- Cardinale Gaspare Carpegna
- Cardinale Fabrizio Paolucci
- Arcivescovo Francesco Maurizio Gonteri
- Cardinale Raniero d'Elci
- Vescovo Sante Lanucci